# Jewgienij Artiuchin (hokeista)
Jewgienij Jewgienjewicz Artiuchin, ros. Евгений Евгеньевич Артюхин (ur. 4 kwietnia 1983 w Moskwie) – rosyjski hokeista, reprezentant Rosji.
Jego ojciec Jewgienij i brat Siergiej byli zapaśnikami (brat po zakończeniu kariery rekreacyjnie uprawiał hokej na lodzie, zmarł podczas treningu hokejowego).

## Kariera
- Witiaź Czechow (1999–2002)
- Moncton Wildcats (2002–2003)
- Hershey Bears (2003–2004)
- Pensacola Ice Pilots (2004)
- Springfield Falcons (2004–2005)
- Tampa Bay Lightning (2005–2006)
  -  Springfield Falcons (2005–2006)
- Łokomotiw Jarosław (2006–2007)
- Awangard Omsk (2007)
- CSKA Moskwa (2008)
- Tampa Bay Lightning (2008–2009)
- Anaheim Ducks (2009–2010)
- Atlanta Thrashers (2010)
- SKA Sankt Petersburg (2010–2013)
- Atłant Mytiszczi (2013–2014)
- CSKA Moskwa (2014–2015)
- SKA Sankt Petersburg (2015)
- Sibir Nowosybirsk (2016-2017)
- Dinamo Moskwa (2017-2018)
- Witiaź Podolsk (2019-2021)
- Admirał Władywostok (2021)
- Nieftiechimik Niżniekamsk (2021-2022)

Od listopada 2010 zawodnik SKA Sankt Petersburg. W maju 2013 przedłużył umowę o dwa lata. Po jej upływie od maja 2013 zawodnik Atłanta Mytiszczi, związany dwuletnim kontraktem. W lipcu 2014 odszedł z klubu. Od sierpnia 2014 ponownie zawodnik CSKA Moskwa. Odszedł z klubu w maju 2015. Od czerwca do grudnia 2015 ponownie zawodnik SKA. Od czerwca 2016 zawodnik Sibiru Nowosybirsk. Został kapitanem tej drużyny. Od sierpnia 2017 był zawodnikiem Dinama Moskwa w edycji KHL (2017/2018). W sezonie 2018/2019 nie występował. W maju 2019 został graczem Witiazia Podolsk. Z końcem kwietnia 2021 odszedł z klubu. Pod koniec września 2021 ogłoszono jego zakontraktowanie przez Admirał Władywostok. W grudniu 2021 przeszedł do Nieftiechimika Niżniekamsk, gdzie dokończył sezon. Następnie przerwał karierę.
Stał się znany z brutalnego zachowania podczas gry, za co bywał karany zawieszeniami; m.in. w styczniu 2013 roku na trzy mecze za atak na Fina Janne Jalasvaarę, w styczniu 2020 na cztery mecze za faul na Alexa Granta.
Uczestniczył w turnieju mistrzostw świata w 2011.

## Sukcesy i klasyfikacje
Reprezentacyjne
- Złoty medal mistrzostw świata juniorów do lat 17: 2000
- Złoty medal mistrzostw świata juniorów do lat 18: 2001
- Złoty medal mistrzostw świata juniorów do lat 20: 2003

Klubowe
- Puchar Kontynentu: 2013 ze SKA, 2015 z CSKA Moskwa
- Brązowy medal mistrzostw Rosji: 2013 ze SKA, 2015 z CSKA Moskwa

Indywidualne
- Mistrzostwa Świata w Hokeju na Lodzie 2011/Elita:
  - Jeden z trzech najlepszych zawodników reprezentacji
- KHL (2010/2011):
  - Trzecie miejsce w klasyfikacji minut kar w sezonie zasadniczym: 115 minut
  - Trzynaste miejsce w klasyfikacji minut kar w fazie play-off: 26 minut
- KHL (2011/2012):
  - Piąte miejsce w klasyfikacji minut kar w sezonie zasadniczym: 150 minut
  - Piąte miejsce w klasyfikacji minut kar w fazie play-off: 40 minut
- KHL (2012/2013):
  - Pierwsze miejsce w klasyfikacji minut kar w sezonie zasadniczym: 127 minut
- KHL (2013/2014):
  - Pierwsze miejsce w klasyfikacji minut kar w sezonie zasadniczym: 176 minut
- KHL (2014/2015):
  - Pierwsze miejsce w klasyfikacji minut kar w sezonie zasadniczym: 153 minuty
- KHL (2016/2017):
  - Czwarte miejsce w klasyfikacji minut kar w sezonie zasadniczym: 115 minut